# Relation inverse
Cette notion ne doit pas être confondue avec celle de  relation binaire inverse ou réciproque ou converse

Quand 3π /2 > θ > π /2, cos(θ) < 0.

En statistique il y a relation inverse ou relation négative entre deux variables statistiques quand l'une décroît lorsque l'autre augmente.
Cette notion s'oppose à celle de relation directe.

## Description
En statistique, il existe une inverse entre deux variables si les valeurs élevées d'une variable tendent à être associées à des valeurs plus faibles de l'autre. Une relation négative entre deux variables implique généralement que la corrélation entre elles est négative, ou - ce qui est équivalent dans certains contextes - que la pente d'un graphique correspondant est négative. Une corrélation négative entre des variables est également appelée anti-corrélation ou corrélation inverse,.
La corrélation inverse peut être observée géométriquement lorsque deux vecteurs aléatoires normalisés sont considérés comme des points sur une sphère et que la corrélation entre eux est le cosinus de l'arc de séparation des points sur la sphère. Lorsque cet arc est supérieur à un quart de cercle (θ > π/2), le cosinus est négatif. Des points diamétralement opposés représentent une corrélation de -1 = cos(π). Deux points ne se trouvant pas dans le même hémisphère ont une corrélation inverse,.
Un exemple serait une relation transversale négative entre la maladie et la vaccination, si l'on observe que lorsque l'incidence de l'une est supérieure à la moyenne, l'incidence de l'autre tend à être inférieure à la moyenne. De même, il y aurait une relation temporelle négative entre la maladie et la vaccination si l'on observait en un lieu que les périodes où l'incidence de l'une est supérieure à la moyenne tendent à coïncider avec une incidence de l'autre inférieure à la moyenne,.
Une relation inverse particulière est appelée proportionnalité inverse, et est donnée par {\displaystyle y=k/x} où k est une constante positive. Dans un plan cartésien, cette relation est représentée par une hyperbole, y diminuant lorsque x augmente,,
En finance, une corrélation inverse entre les rendements de deux actifs différents renforce l'effet de réduction du risque de la diversification en les détenant tous deux dans le même portefeuille.